# Gisu
Gisu, även Bamasaba, är en bantutalande folkgrupp i Uganda, bestående av drygt en miljon människor (2005). De bor i den sydöstra delen av landet, på berget Elbons sluttningar. Folkets traditionella huvudnäring är jordbruk, med hirs och bananer som de viktigaste produkterna. Bomullsodling och boskapshållning har också betydelse.